# Canton de Nantes-1
Le canton de Nantes-1 est une circonscription électorale française située dans le département de la Loire-Atlantique (région Pays de la Loire).

## Histoire
Le canton de Nantes-I a été créé le 15 février 1790. Il a été modifié en 1801,.
Il a été modifié par décret du 23 juillet 1973 redécoupant les sept cantons de Nantes en dix cantons.
Par décret du 25 février 2014, le nombre de cantons du département est divisé par deux, avec mise en application aux élections départementales de mars 2015. Le canton de Nantes-1 est conservé et voit ses limites territoriales remaniées, englobant cette fois-ci l'ensemble du quartier Hauts-Pavés - Saint-Félix et le nord du centre-ville de Nantes.

## Représentation

### Conseillers d'arrondissement (de 1833 à 1940)
| Période                                  | Période | Identité                     | Étiquette         | Qualité |
| ---------------------------------------- | ------- | ---------------------------- | ----------------- | --- |
| 1833                                     | 1848    | François Gicquel (1791-1880) |                   | Négociant et armateur à Nantes                                                                              |
|                                          |         |                              |                   | |
| 1907                                     | 1940    | Gustave Rappin               | Rad. nationaliste | Médecin microbiologiste, directeur de l'Institut Pasteur à Nantes, conseiller municipal                     |
| 1940                                     |         |                              |                   | Les conseils d'arrondissement ont été suspendus par la loi du 12 octobre 1940 et n'ont jamais été réactivés |
| Les données manquantes sont à compléter. |         |                              |                   | |

### Conseillers généraux de 1833 à 2015
| Période    | Période              | Identité                            | Étiquette             | Qualité |
| ---------- | -------------------- | ----------------------------------- | --------------------- | --- |
| 1833       | 1842 (démission)     | Thomas Chéguillaume (1795-1875)     |                       | Négociant, adjoint au maire de Nantes |
| 8 mai 1842 | 1870                 | Louis Vallet                        | Bonapartiste          | Propriétaire, fabricant adjoint au maire de Nantes |
| juin 1870  | juillet 1870 (décès) | M. Romane                           | Républicain           | Médecin à Nantes |
| 1871       | 1886                 | Charles Laisant                     | Républicain           | Polytechnicien, officier du Génie Député de Loire-Inférieure (1876-1885) Député de la Seine (1885-1893) Elu en 1889 conseiller d'arrondissement du canton de Béziers-2                                                           |
| 1886       | 1892                 | Sosthène Vivier                     | Droite                | Adjoint au maire de Nantes (suspendu de ses fonctions en 1889) |
| 1892       | 1898                 | Georges Pierre Maublanc             | Républicain           | Avocat adjoint au maire de Nantes |
| 1898       | 1920 (décès)         | Léon Jamin père                     | Conservateur          | Industriel, adjoint au maire de Nantes Président du Conseil Général (1908-1919), Sénateur (1920) |
| 1920       | 1922                 | Léon Jamin fils (1880-1955)         | Conservateur          | Ingénieur, industriel à Nantes |
| 1922       | 1923 (décès)         | Donatien Seners                     | Républicain           | Officier puis enseignant |
| 1923       | 1928                 | Lucien Aubert                       | RG                    | Adjoint au maire de Nantes |
| 1928       | 1940                 | Alexandre Jules Vincent (1867-1948) | Rad. puis URD         | Avocat, bâtonnier, adjoint au maire de Nantes |
|            |                      |                                     |                       | |
| 1943       | 1945                 | Joseph Pastol                       |                       | Administrateur colonial Membre de la délégation spéciale de Nantes Nommé conseiller départemental en 1943 |
|            |                      |                                     |                       | |
| 1945       | 1961                 | Jean Fortineau                      | DVD                   | Médecin |
| 1961       | 1979                 | Albert Dassié                       | UNR puis UDR puis RPR | Directeur commercial Député (1962-1967) et (1968-1973) |
| 1979       | 2004                 | Monique Papon                       | UDF puis UMP          | Professeur d'histoire Députée (1986-1997) Sénatrice (2001-2011) Adjointe au maire de Nantes (1983-1989), Membre du conseil municipal de Nantes (1983-2001) Vice-présidente du conseil général de la Loire-Atlantique (1994-2004) |
| 2004       | 2015                 | Fabienne Padovani                   | PS                    | Adjointe au maire de Nantes depuis 2001 |

### Conseillers départementaux après 2015
| Période élective | Période élective | Mandat | Mandat   | Identité          | Nuance | Nuance | Qualité |
| ---------------- | ---------------- | ------ | -------- | ----------------- | ------ | ------ | --- |
| 2015             | 2021             | 2015   | 2021     | Fabienne Padovani |        | PS     | 20e adjointe au maire de Nantes jusqu'en 2020 Vice-Présidente aux familles et à la protection de l'enfance                      |
| 2015             | 2021             | 2015   | 2021     | Vincent Danis     |        | DVG    | Ancien chef de la communication du Conseil régional des Pays de la Loire                                                        |
| 2021             | 2028             | 2021   | en cours | Vincent Danis     |        | DVG    | 8e vice-président du conseil départemental, chargé de l'éducation et de la politique éducative Membre de Trajectoires nantaises |
| 2021             | 2028             | 2021   | en cours | Fabienne Padovani |        | PS     | Conseillère sortante |

### Résultats détaillés

#### Élections de mars 2015
À l'issue du 1er tour des élections départementales de 2015, deux binômes sont en ballottage : Vincent Danis et Fabienne Padovani (PS, 31,75 %) et Xavier Fournier et Anne-Sophie Guerra (Union de la Droite, 29,54 %). Le taux de participation est de 50,98 % (13 409 votants sur 26 300 inscrits) contre 50,7 % au niveau départemental et 50,17 % au niveau national.
Au second tour, Vincent Danis et Fabienne Padovani sont élus avec 52,64 % des suffrages exprimés et un taux de participation de 48,4 % (6 311 voix pour 12 728 votants et 26 298 inscrits).

#### Élections de juin 2021
Le premier tour des élections départementales de 2021 est marqué par un très faible taux de participation (33,26 % au niveau national). Dans le canton de Nantes-1, ce taux de participation est de 35,62 % (9 820 votants sur 27 567 inscrits) contre 31,09 % au niveau départemental. À l'issue de ce premier tour, deux binômes sont en ballottage : Vincent Danis et Fabienne Padovani (Union à gauche, 35,7 %) et Sophie Delangue et Didier Rousset (DVD, 26,78 %).
Le second tour des élections est marqué une nouvelle fois par une abstention massive équivalente au premier tour. Les taux de participation sont de 34,36 % au niveau national, 32,4 % dans le département et 38,38 % dans le canton de Nantes-1. Vincent Danis et Fabienne Padovani (Union à gauche) sont élus avec 57,37 % des suffrages exprimés (5 864 voix pour 10 581 votants et 27 568 inscrits),,. 

## Composition

### Composition de 1973 à 2015

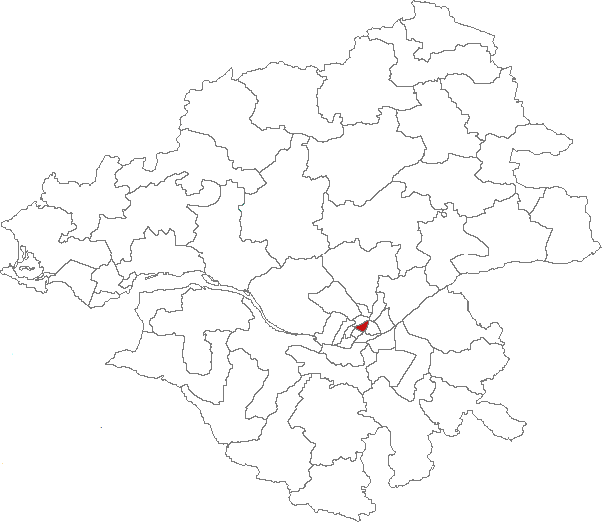
Situation du canton de Nantes-1 dans le département de la Loire-Atlantique de 1973 à 2015.

À la suite du redécoupage de 1973, le canton de Nantes-I comprend la portion du territoire de la ville de Nantes déterminée par l'axe des voies ci-après : boulevard Clovis-Constant (numéros pairs), place Armand-Fallières (numéro 5), boulevard Auguste-Pageot (numéros pairs), rue de Carcouët (numéros pairs), rue de Miséricorde (numéros pairs), rue Félibien (du numéro 2 au numéro 18), place Viarme, en totalité (à l'exception du numéro 28), rue Menou (numéros impairs), place Edouard-Normand (du numéro 1 au numéro 12), rue Faustin-Hélie, rue Mercœur (numéros pairs), place Bretagne (du numéro 1 au numéro 17), rue Pierre-Chéreau (numéros pairs), rue des Deux-Ponts (numéros pairs), rue Beaurepaire (numéros pairs), cours des Cinquante-Otages, pont Morand, cours de l'Erdre (jusqu'au pont de la Tortière), boulevard Eugène-Orieux (numéros impairs), boulevard Henry-Orrion (numéros impairs), boulevard des Frères-de-Goncourt (numéros impairs), boulevard Lelasseur (numéros impairs) et boulevard des Anglais (du numéro 1 au numéro 121).
Au cours de cette période, le canton englobait l'essentiel de l'actuel quartier Hauts-Pavés - Saint-Félix, à l'exception du secteur autour des campus de l'université de Nantes situés au nord rattaché au canton de Nantes-7.

### Composition depuis 2015
| Nom                            | Code Insee | Intercommunalité | Superficie (km2) | Population (dernière pop. légale)                 | Densité (hab./km2) | Modifier                                    |
| ------------------------------ | ---------- | ---------------- | ---------------- | ------------------------------------------------- | ------------------ | ------------------------------------------- |
| Nantes (bureau centralisateur) | 44109      | Nantes Métropole | 65,19            | Fraction : 43 745 (2022) Commune : 325 070 (2022) | 4 987              | modifier les données · modifier les données |
| Canton de Nantes-1             | 4411       |                  |                  | 43 745 (2022)                                     |                    | modifier les données                        |

Le canton de Nantes-1, qui couvre 5 km2, est composé de la partie de la commune de Nantes située à l'intérieur du périmètre défini par l'axe des voies et limites suivantes : rue Sarrazin, rue Fredureau, rue Yves-Bodiguel, place Viarme, rue des Hauts-Pavés, place de la Fontaine-Morgane, rue du Bourget, rue de Miséricorde, rue Gabriel-Luneau, rue Charles-Monselet, place Anatole-France, boulevard Meusnier-de-Querlon, boulevard des Anglais, boulevard Lelasseur, boulevard des Frères-de-Goncourt, boulevard Gabriel-Lauriol, boulevard du Petit-Port, cours du Cens, cours de l'Erdre, pont Général-de-la-Motte-Rouge, place Waldeck-Rousseau, rue Desaix, rue François-Farineau, rue de la Béraudière, rue de l'Amiral-Ronarc'h, avenue Chanzy, rue du Général-Buat, rue de Courson, rue Gaston-Turpin, rue de Coulmiers, rue d'Aurelle-de-Paladines, rue des Rochettes, avenue Ludovic-Cormerais, ligne droite dans le prolongement de l'avenue Ludovic-Cormerais, impasse Philibert, rue de Coulmiers, boulevard de Stalingrad, ligne de tramway, cours Commandant-d'Estienne-d'Orves, place Neptune, cours Franklin-Roosevelt, cours des 50-Otages, rue de Feltre, rue du Calvaire, rue La Fayette, place Aristide-Briand, rue Mercœur, rue Jean-Jaurès.

#### Bureaux de vote
Le scrutin des 22 et 29 mars 2015 s'est déroulé dans 29  bureaux de vote répartis dans 8 écoles primaires publiques de la ville :
- école maternelle Molière ;
- groupe scolaire Stalingrad ;
- école maternelle Sully ;
- école primaire Noire ;
- école primaire Léon-Say ;
- école primaire Charles-Lebourg ;
- école maternelle Fellonneau ;
- école primaire Jean-Jaurès.

## Démographie

### Démographie avant 2015
| 1962 | 1968 | 1975 | 1982 | 1990   | 1999   | 2006   | 2011   | 2012   |
| ---- | ---- | ---- | ---- | ------ | ------ | ------ | ------ | ------ |
| -    | -    | -    | -    | 21 553 | 23 537 | 25 092 | 26 529 | 26 479 |

### Démographie depuis 2015
En 2022, le canton comptait 43 745 habitants, en évolution de +0,57 % par rapport à 2016 (Loire-Atlantique : +6,68 %, France hors Mayotte : +2,11 %).
| 2013   | 2018   | 2022   |
| ------ | ------ | ------ |
| 41 937 | 43 935 | 43 745 |